# Zbigniew Rybczyński
Zbigniew Rybczyński (Łódź, 1949. január 27. –) Oscar- és Primetime Emmy-díjas lengyel filmrendező; rendező, operatőr, forgatókönyvíró.
Kísérleti filmek és újító szellemű videó-alkotások szerzője, olyan alkotó, akinek munkái hozzájárultak a 80-as évek közepét jellemző zenés videó stílusának kialakításához, aki elsőként nyúlt a nagy felbontású elektronikus képhez, tudatosan szakítva ezzel a hagyományosan értelmezett filmmel.

## Élete
A varsói képzőművészeti líceum elvégzése után rövid ideig a Studio Miniatur Filmowych nevű varsói rövidfilmstúdióban dolgozott, majd 1969-ben a łódźi filmművészeti főiskola (PWSFTviT) hallgatója lett, ahol részt vett a legjelentősebb lengyel neoavantgárd formáció, a Warsztat Formy Filmowej (Film Forma Műhely) tevékenységében.
Klasszikusnak számító filmjeit: a Nowa Książka (Új könyv, 1974), a Święto (Ünnep, 1975), a Media (Média, 1980) és a Tango (Tangó, 1980) a łódźi Se-Ma-For animációs filmgyárban készítette.
1982-ben a hadiállapot idején elhagyta Lengyelországot, és az Amerikai Egyesült Államokba távozott, ahol munkái többségét videó és HDTV technikával készítette.
1983-ban a legjobb animációs rövidfilm kategóriában a Tangó című alkotásáért Oscar-díjat kapott.
Rendkívüli népszerűségre tett szert a 80-as évek közepén – ekkor kapta a Big Zbig becenevet is – többek között a Simple Minds, Mick Jagger, John Lennon vagy Lou Reed számaihoz készített videóklipjeivel, valamint az olyan újító szellemű és elbűvölően virtuóz rövidfilmek szerzőjeként, mint a Steps (Lépcsők, 1986), A negyedik dimenzió (1988) és A zenekar (1990). Ezek a munkák a kritika és a közönség nagy elismerését vívták ki világszerte.
1987-től 1994-ig saját stúdiót vezetett, amelyben az akkor legkorszerűbbnek számító HDTV berendezéssel igen kiváló minőségű elektronikus képet tudott létrehozni.
Elhatároztam, hogy lépésről lépésre meghatározok minden problémát, s aztán megpróbálom azokat lehetőségeimhez képest megoldani. Ehhez sokat kellett kísérleteznem, ami lehetetlen lett volna a tudomány területén tett komoly kalandozások nélkül. Munkálkodásom végül is oda vezetett, hogy új »gépeket« konstruáltam, új filmezési módszertant dolgoztam ki, létrehoztam néhány szabadalmaztatott találmányt a motion control, az optika, a kép-compositing, valamint a számítógépes programozás területén. Végül aztán létrehoztam egy sokrétegű mozgóképek gyártására alkalmas »gépezetet« - egy új típusú filmstúdiót.
1994-től 2001-ig Németországban dolgozott a CBF Studios Berlinben. 2001-ben Los Angelesbe költözött, és 2006-ig dolgozott a képekkel kapcsolatos fejlesztési technológiákkal kapcsolatban (Ultimatte and iMatte).
2009 márciusában visszaköltözött Lengyelországba, Wrocław-ban egy saját tervezésű stúdiót hozott létre Audiovisual Technology Center (CeTA) néven.

## Filmjei
2010
- The Vision (A jövő) - társrendező: Dorota Zgłobicka - HDTV rövidfilm, 8:25, Zbig Vision

1992
- Kafka- HDTV hosszú film, 52:16, Telemax, Les Editions Audiovisuelles
- Curtains (Függönyök))- a Tonight Show nyitójelenete, 0:34, HDTV, NBC TV

1991
- Manhattan - kísérleti HDTV film, 28 perc, Zbig Vision and NHK Enterprises USA, Inc.
- Washington - kísérleti HDTV film, 28 perc, Zbig Vision and NHK Enterprises USA, Inc.
- VH-1 Jingles - promó, 0:46, HDTV for VH-1

1990
- The orchestra (A zenekar) - HDTV hosszú film, 57:11, Zbig Vision and Ex Nihilo, koprodukcióban NHK, Canal+ and PBS Great Performances

1989
- Capriccio NO.24 - kísérleti HDTV film, 6:18, TVE's The Art of Video
- You Better Dance - HDTV zenei videó , 3:34, MCA Records
- Cowbell - HDTV zenei videó, 4 perc, CBS Records
- GMF Groupe - promó, 2:03, HDTV, Zbig Vision and Ex Nihilo

1988
- Fluff - sorozat nyitóvideó, 1:47, HDTV, RAI-TV
- The Duel - a tribute to G.Melies, 4:08, HDTV, Telegraph,
- Blue Like You - HDTV zenei videó , 3:41, Virgin Records
- The Fourth dimension (A negyedik dimenzió) - kísérleti 35 mm-es film/videó, 27 perc, Zbig Vision, RAI III, Canal+ and KTCA-TV(PBS)

1987
- Let's Work - HDTV zenei videó, 4:05, CBS Records
- Why Should I Cry? - HDTV zenei videó, 4 perc, EMI Records, Rebo Production
- Keep Your Eye On Me - HDTV zenei videó, 5:15, A&M RECORDS, Rebo Production
- Steps - kísérleti videó/35 mm-es film, 26 perc, Zbig Vision, KCTA-TV(PBS), Channel Four
- I Am Begging You - zenei videó, 4 perc, A&M Records
- Time Stands Stil - zenei videó, 3:30, Polygram Records
- Something Real  - zenei videó, 4:10, BMG Music
- Dragnet 1987 - zenei videó, 3 perc, Chrysalis Records

1986
- Imagine (Képzeld el) - kísérleti HDTV film, 4:20, music by JOHN LENNON, Rebo/Rybczynski Production
- Candy - HDTV zenei videót, 4:20, Polygram Records, Rebo Production
- The Original Wrapper - zenei videó, 4:40, RCA Records
- I Cant Think About Dancing - zenei videó, 4 perc, Capitol Records
- Sex Machine - zenei videó, 4 perc, Tin Pan Apple/Sutra Records
- All The Things She Said - zenei videó, 4:15, Virgin Records
- Hell In Paradise (Pokol a Paradicsomban) - zenei videó, 3:30, OnoVideo/Polygram Records
- Stereotomy - zenei videó, 4:10, Arista Records
- Opportunities (lehetőségek) - zenei videó, 3:40, EMI Records

1985
- Lose Your Love - zenei videó, 3:54, Warner Bros.
- Alive And Kicking - zenei videó, 5:25, A&M Records
- Ultima Ballo - zenei videó, 4:50, Virgin Records
- Midnight Mover - zenei videó, 3:10, Epic Records
- Minus Zero - zenei videó, 3:55, MCA Records
- She Went Pop - music video for I AM SIAM, 4:10, Columbia Records
- Hot Shot - zenei videó, 3:55, CBS Records
- P-Machinery - zenei videó, 3:45, Island Records
- Who Do You Love - zenei videó, 4:15, Capitol Records

1984
- Sign Of The Times - zenei videó, 4:25, Elektra/Asylum Records
- The Real End - zenei videó, 4:47, Warner Bros.
- All that I wanted - zenei videó, 4:15, Elektra Records
- Diana D - zenei videó, 4 perc, CBS Records
- Close To The Edit - zenei videó, 4:30, Island Records
- The Discreet Charm Of The Diplomacy (A diplomácia diszkrét bája) - kísérleti rövid videó, 2:56, The New Show NBC TV
- The Day Before - kísérleti rövid videó, 1:38, The New Show NBC TV

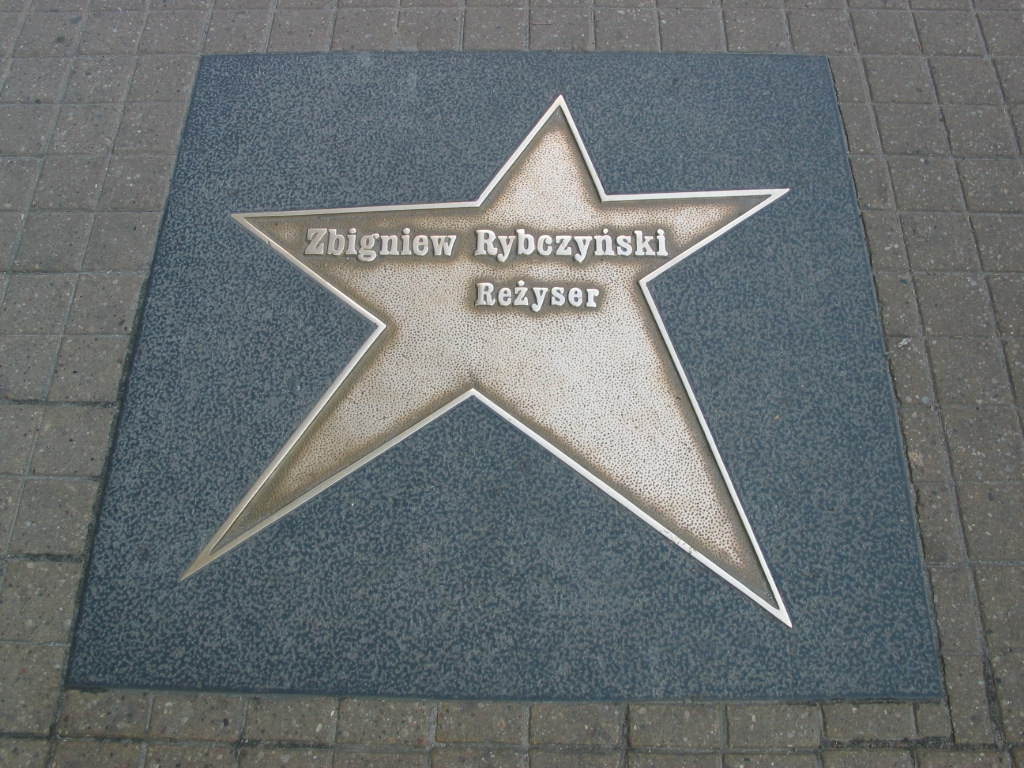
Zbigniew Rybczyński csillaga Łódźban a Hírességek sétányán

### Lengyelországban
1981
- Wdech-Wydech (Belélegzés-kilélegzés) - 35 mm-es dokumentumfilm, 30 perc, együttműködésben: B.Dziworski, SMFF Se-Ma-For Łódź, és TVP, Poland

1980
- Tango - (Tangó) 35 mm-es rövidfilm, 8:14, SMFF Se-Ma-For Łódź
- Media - (Média) 35 mm-es rövidfilm, 1:36, SMFF Se-Ma-For Łódź
- Sceny narciarskie z Franzem Klammerem  - 35 mm-es dokumentumfilm, együttműködésben: B.Dziworski, WFO Łódź, Poland és Signal Film, Bécs

1979
- Mein Fenster (Saját ablakban) - 35 mm-es rövidfilm, 2:26, Bécs

1976
- Oj! Nie mogę się zatrzymać! (Ó, nem tudom abbahagyni!) - 35 mm-es rövidfilm, 10:07, SMFF Se-Ma-For Łódź
- Weg zum Nachbarn  (A felebarátod útja) - 35 mm rövidfilm, 2:30, SMFF Se-Ma-For Łódź

1975
- Nowa Książka (Új könyv) - 35 mm-es rövidfilm, 10:26, SMFF Se-Ma-For Łódź
- Lokomotywa (A mozdony) - 35 mm-es rövidfilm, 9:38, SMFF Se-Ma-For Łódź
- Święto  (Ünnep) - 35 mm-es rövidfilm, 9:38, SMFF Se-Ma-For Łódź

1974
- Zupa (Leves) - 35 mm-es rövidfilm, 8:22, SMFF Se-Ma-For Łódź

1973
- Plamuz (Music Art) - 35 mm-es rövidfilm, 9:38, SMFF Se-Ma-For Łódź

1972 
- Kwadrat (Négyzet) - 35 mm-es rövidfilm, 4:40, PWSTiF Łódź
- Take Five (Öt perc) - 35 mm-es rövidfilm, 3:36, PWSTiF Łódź

## Díjai
- Emmy-díj - a kiemelkedő teljesítményért speciális effektek terén, 1990 (A zenekar)
- Itália Nagydíja - 1990 (A zenekar)
- Nagydíj - International Electronic Cinema Festival, Tokió-Montreux, 1990 (A zenekar)
- Nagydíj - A.V.A. Festival in Tokyo, 1991 (A zenekar)
- Jövőkép-díj - Tokió, 1990 (A zenekar)
- Oscar-díj - legjobb animációs rövidfilm, Academy Awards® 1983 (Tangó)
- A zsűri különdíja a kísérleti technikáért és Állami Díj - Ottawa, 1982 (Tangó)
- A legjobb animáció - Tampere, 1982 (Tangó)
- Nagydíj és Állami Díj - Annency, Franciaország, 1981 (Tangó)
- Nagydíj és Fipresci-díj - Oberhauseni Filmfesztivál, 1981 (Tangó)
- Nagydíj és Állami Díj - Hueska, Spanyolország, 1981 (Tangó)
- Fődíj - Krakkói Filmfesztivál, 1981 (Tangó)
- Harmadik díj - Oberhauseni Filmfesztivál 1979 (Saját ablakban)
- Arany jelvény - Chicagói Filmfesztivál 1978 (Leves)
- Különdíj - Hueska, 1977 (Új könyv)
- Fődíj - Oberhauseni Filmfesztivál, Nyugat-Németország 1976 (Új könyv)
- Brazowy Lajkonik - Krakkó, 1976 (Új könyv)
- Harmadik díj - Melbourne-i Filmfesztivál, 1976 (Új könyv)
- Fődíj - International Filmfesztivál, Krakkó, 1975 (Leves)